# Elezione del Presidente della Repubblica Italiana del 2015
L'elezione del presidente della Repubblica Italiana del 2015 si svolse tra il 29 e il 31 gennaio.
Il presidente uscente è Giorgio Napolitano, dimissionario dal 14 gennaio; risulta eletto, al IV scrutinio, Sergio Mattarella.
Sebbene la scadenza naturale del secondo mandato di Giorgio Napolitano fosse il 22 aprile 2020, come largamente anticipato nei mesi precedenti, il presidente della Repubblica rassegnò le dimissioni il 14 gennaio 2015, al termine del semestre di presidenza italiana del Consiglio dell'Unione europea.

## Contesto

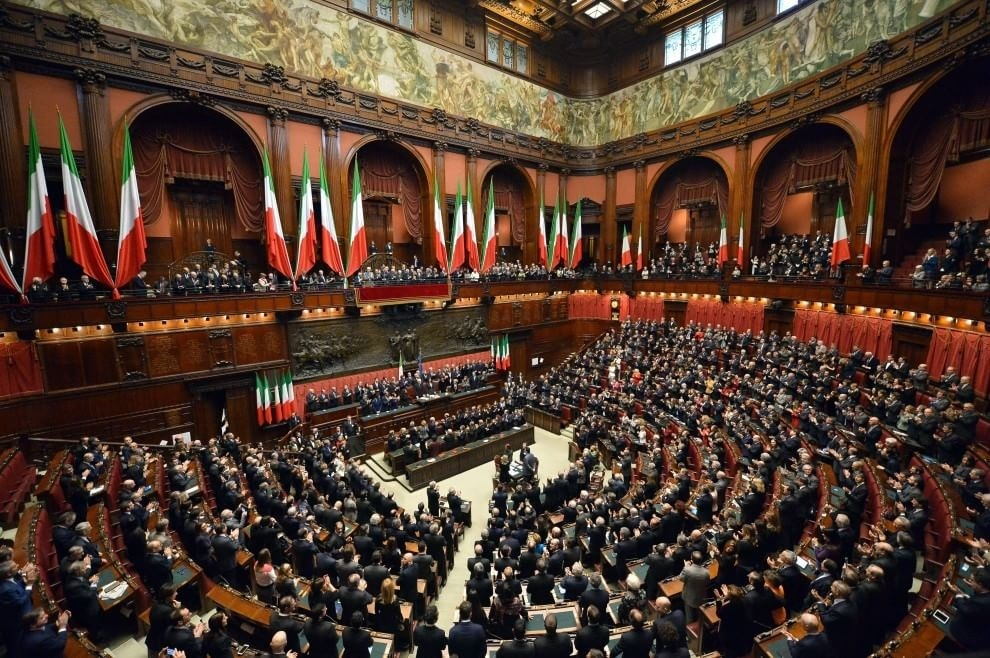
Sergio Mattarella pronuncia il giuramento davanti alle Camere unite il 3 febbraio 2015.

Il 14 gennaio 2015, alla chiusura del semestre italiano di presidenza dell'Unione Europea, Giorgio Napolitano, presidente della Repubblica in carica e primo nel suo ruolo ad essere eletto per più di un mandato, ha rassegnato le proprie dimissioni, per le difficoltà legate all'avanzare dell'età. Lo stesso giorno, la presidente della Camera dei deputati Laura Boldrini convoca il Parlamento in seduta comune, integrato dai delegati regionali, per il successivo 29 gennaio, ai sensi dell'articolo 86 della Costituzione.
Nei giorni seguenti si intensificano le riunioni interne alle forze politiche per delineare le strategie in vista dell'elezione del nuovo presidente della Repubblica e prendono avvio gli incontri tra le delegazioni: il 20 gennaio Forza Italia e Area Popolare (NCD-UdC) annunciano congiuntamente il sostegno all'ex ministro Antonio Martino per le prime tre votazioni, che richiedono la maggioranza qualificata dei 2/3 degli aventi diritto al voto. Il Movimento 5 Stelle chiede al presidente del Consiglio Matteo Renzi una rosa di almeno 4 nomi sui quali i propri iscritti possano esprimersi con una consultazione online, sulla falsariga delle cosiddette quirinarie del 2013, con l'impegno di sostenere la scelta già dal primo scrutinio.
Il 26 gennaio i gruppi parlamentari del Partito Democratico optano per votare scheda bianca nelle prime tre votazioni per poi proporre e individuare, al quarto scrutinio, un nome condiviso che possa essere sostenuto dagli altri soggetti politici ed eletto con la più ampia maggioranza possibile. Non si nascondono i timori che la minoranza interna al partito venga meno alle indicazioni circa il candidato ufficiale, sebbene solo la corrente che fa capo a Giuseppe Civati espliciti la propria predilezione per la candidatura di Romano Prodi.

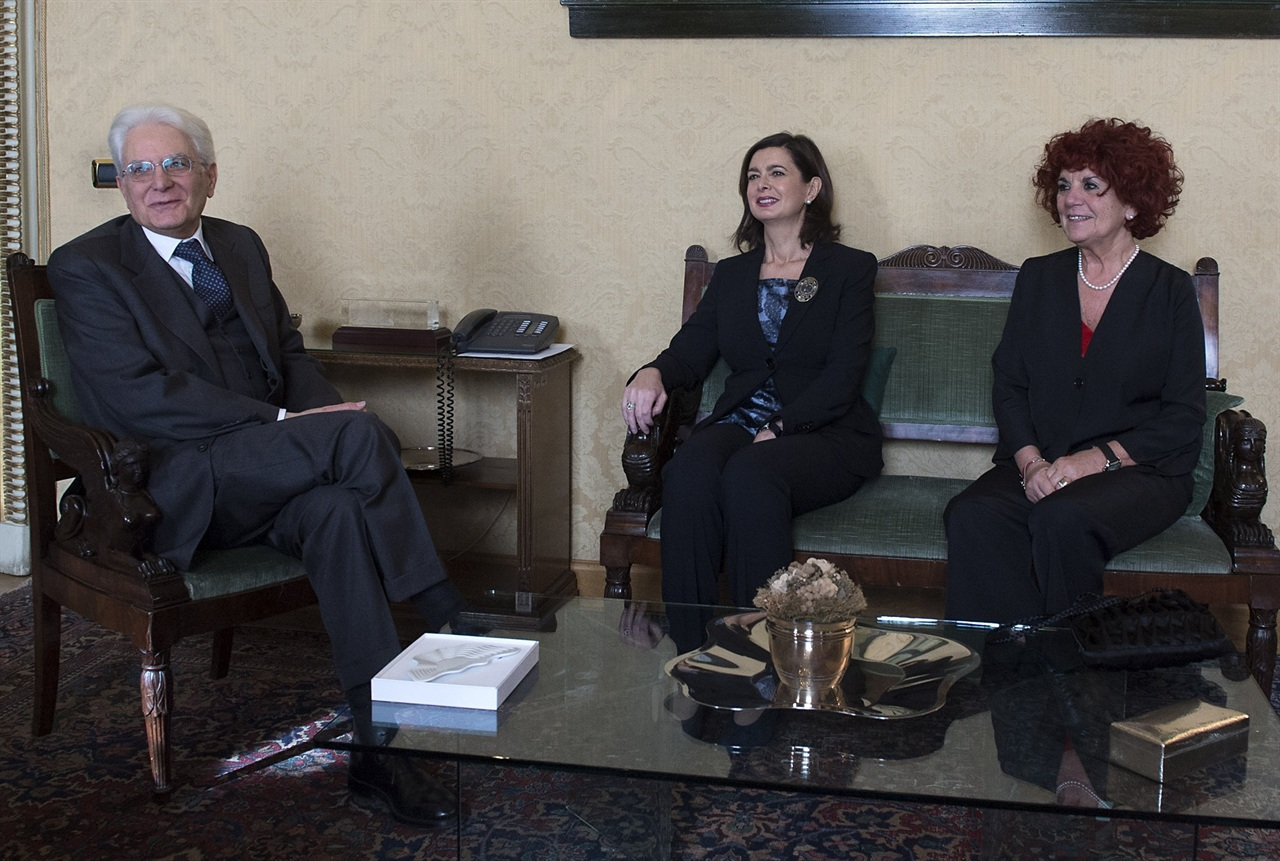
Il neo eletto Presidente della Repubblica Sergio Mattarella con Laura Boldrini e Valeria Fedeli, rispettivamente Presidente della Camera dei deputati e Presidente vicaria del Senato, in occasione della comunicazione ufficiale della elezione a Presidente della Repubblica

Gli altri principali partiti d'opposizione come Sinistra Ecologia Libertà, Lega Nord e Fratelli d'Italia anticipano l'opposizione a un candidato troppo vicino a Renzi e chiedono che si individui una figura che non sia espressione del cosiddetto Patto del Nazareno. Nel frattempo, nel sondaggio promosso da Il Fatto Quotidiano si impone a sorpresa la candidatura goliardica del presentatore Giancarlo Magalli.
Il 27 gennaio, Matteo Renzi e i suoi più stretti collaboratori incontrano presso la sede del PD le delegazioni di tutti i partiti, ad eccezione del Movimento 5 Stelle che sceglie di non prendervi parte: al termine dei colloqui emerge la richiesta di una figura di matrice politica, e non tecnica, dotata di un profilo internazionale. Il giorno seguente, mentre Lega e FdI annunciano di votare il giornalista Vittorio Feltri (scelto da una rosa tra l'ex Ministro Giulio Terzi di Sant'Agata e l'imprenditore Bernardo Caprotti), le consultazioni di Renzi culminano con l'incontro con il capo di Forza Italia Silvio Berlusconi nel quale non viene anticipato alcun accordo: è pertanto confermata l'intenzione di votare scheda bianca nei primi tre scrutini.
La sera del 28 gennaio, il vicesegretario del Partito Democratico Lorenzo Guerini anticipa che il PD «partirà e finirà con Sergio Mattarella», salvo poi smentire poco dopo l'indicazione di voto. Solo l'indomani Renzi, in occasione dell'incontro con i grandi elettori del PD, ufficializza che il candidato del partito sarà Mattarella, indicando però di votarlo solo a partire dalla quarta votazione, quando cioè il quorum si sarà abbassato alla maggioranza assoluta dei componenti l'assemblea. Prima di allora, per evitare di "bruciare" la candidatura del giudice costituzionale, l'indicazione è quella di votare scheda bianca. Anche SEL annuncia che convergerà sull'ex ministro dal quarto voto, indicando però nei primi tre come candidato di bandiera la politica e giornalista Luciana Castellina. Appoggio a Mattarella anche da parte dei gruppi centristi di Scelta Civica, Centro Democratico e Democrazia Solidale.
La mattina del 29 gennaio il Movimento 5 Stelle sottopone ai propri iscritti dieci nominativi, tra i quali prevale l'ex magistrato Ferdinando Imposimato, che viene pertanto votato dagli esponenti grillini sin dal primo scrutinio. Forza Italia e Area Popolare annunciano che voteranno scheda bianca nei primi tre scrutini, ma al quarto scrutinio Forza Italia resterà isolata in tale posizione mentre il gruppo di Area Popolare sosterrà Mattarella.

## L'assemblea elettrice

### Convocazione
Il 15 gennaio 2015 la Presidente della Camera Laura Boldrini ha convocato il Parlamento in seduta comune e i delegati regionali per l'elezione del Presidente della Repubblica per il successivo giovedì 29 gennaio alle ore 15. È coadiuvata nei lavori dalla vicepresidente vicaria del Senato della Repubblica, Valeria Fedeli (in sostituzione del Presidente del Senato Pietro Grasso, che ricopre il ruolo di Presidente supplente della Repubblica dopo le dimissioni di Napolitano). Per la prima volta nella storia repubblicana lo scranno presidenziale è presieduto da due donne.

### Composizione
Oltre ai 630 deputati, ai 315 senatori eletti e ai 6 senatori a vita, partecipano all'elezione del presidente della Repubblica anche 58 rappresentanti delle regioni, per un totale di 1009 elettori.
|                        | Partito                                   | Deputati | Senatori | Delegati regionali | Totale |
| ---------------------- | ----------------------------------------- | -------- | -------- | ------------------ | ------ |
| Maggioranza            | Maggioranza                               | 398      | 174      | 38                 | 610    |
|                        | Partito Democratico                       | 306      | 107      | 29                 | 442    |
|                        | Area Popolare (NCD-UdC)                   | 34       | 36       | 4                  | 74     |
|                        | Scelta Civica                             | 25       | 7        | 0                  | 32     |
|                        | Democrazia Solidale                       | 8        | 3        | 0                  | 11     |
|                        | Südtiroler Volkspartei                    | 4        | 2        | 1                  | 7      |
|                        | Partito Socialista Italiano               | 4        | 3        | 0                  | 7      |
|                        | Popolari per l'Italia                     | 2        | 3        | 0                  | 5      |
|                        | Centro Democratico                        | 3        | 0        | 0                  | 3      |
|                        | Movimento Associativo Italiani all'Estero | 2        | 1        | 0                  | 3      |
|                        | Partito Autonomista Trentino Tirolese     | 1        | 1        | 1                  | 3      |
|                        | Il Megafono - Lista Crocetta              | 0        | 1        | 1                  | 2      |
|                        | Union Valdôtaine                          | 0        | 1        | 1                  | 2      |
|                        | Alleanza per l'Italia                     | 1        | 0        | 0                  | 1      |
|                        | Italia dei Valori                         | 1        | 0        | 0                  | 1      |
|                        | Moderati                                  | 1        | 0        | 0                  | 1      |
|                        | Stella Alpina                             | 1        | 0        | 0                  | 1      |
|                        | Unione per il Trentino                    | 0        | 1        | 0                  | 1      |
|                        | Altri di centrosinistra                   | 5        | 8        | 1                  | 14     |
| Opposizione            | Opposizione                               | 232      | 147      | 20                 | 399    |
|                        | Forza Italia                              | 70       | 63       | 12                 | 145    |
|                        | Movimento 5 Stelle                        | 91       | 37       | 1                  | 129    |
|                        | Lega Nord                                 | 18       | 15       | 3                  | 36     |
|                        | Sinistra Ecologia Libertà                 | 25       | 7        | 1                  | 33     |
|                        | Fratelli d'Italia - Alleanza Nazionale    | 9        | 0        | 1                  | 10     |
|                        | Movimento per le Autonomie                | 1        | 2        | 0                  | 3      |
|                        | Grande Sud                                | 0        | 2        | 0                  | 2      |
|                        | Nuovo PSI                                 | 0        | 1        | 1                  | 2      |
|                        | Federazione dei Verdi                     | 0        | 1        | 0                  | 1      |
|                        | Partito Liberale Italiano                 | 1        | 0        | 0                  | 1      |
|                        | Verdi del Sudtirolo/Alto Adige            | 1        | 0        | 0                  | 1      |
|                        | Altri di centrodestra                     | 1        | 4        | 1                  | 6      |
|                        | Altri di centro                           | 0        | 1        | 0                  | 1      |
|                        | Altri                                     | 15       | 14       | 0                  | 29     |
| Totale Grandi elettori | Totale Grandi elettori                    | 630      | 321      | 58                 | 1009   |

Maggioranza richiesta
- i due terzi dei componenti l'assemblea (673) per i primi tre scrutini
- la maggioranza assoluta dei componenti l'assemblea (505) dal quarto scrutinio

### Delegati regionali
Abruzzo
- Luciano D'Alfonso (PD), Presidente della giunta regionale
- Giuseppe Di Pangrazio (PD), Presidente del Consiglio regionale
- Paolo Gatti (FI), Vicepresidente del Consiglio regionale

Basilicata
- Marcello Pittella (PD), presidente della giunta regionale
- Piero Lacorazza (PD), presidente del Consiglio regionale
- Francesco Mollica (UdC), consigliere regionale

Calabria
- Mario Oliverio (PD), Presidente della giunta regionale
- Antonio Scalzo (PD), Presidente del Consiglio regionale
- Nazzareno Salerno (FI), consigliere regionale

Campania
- Stefano Caldoro (NPSI), Presidente della giunta regionale
- Pietro Foglia (NCD), Presidente del Consiglio regionale
- Raffaele Topo (PD), consigliere regionale

Emilia-Romagna
- Stefano Bonaccini (PD), Presidente della giunta regionale
- Simonetta Saliera (PD), Presidente dell'Assemblea legislativa
- Alan Fabbri (LN), consigliere regionale

Friuli-Venezia Giulia
- Debora Serracchiani (PD), Presidente della giunta regionale
- Franco Iacop (PD), Presidente del Consiglio regionale
- Renzo Tondo (FI), consigliere regionale

Lazio
- Nicola Zingaretti (PD), Presidente della giunta regionale
- Daniele Leodori (PD), Presidente del Consiglio regionale
- Gianluca Perilli (M5S), consigliere regionale

Liguria
- Claudio Burlando (PD), Presidente della giunta regionale
- Michele Boffa (PD), Presidente del Consiglio regionale
- Luigi Morgillo (FI), Vicepresidente del Consiglio regionale

Lombardia
- Roberto Maroni (LN), Presidente della giunta regionale
- Raffaele Cattaneo (NCD), Presidente del Consiglio regionale
- Alessandro Alfieri (PD), consigliere regionale

Marche
- Gian Mario Spacca (Marche 2020), Presidente della giunta regionale
- Mirco Ricci (PD),  Consigliere regionale
- Giacomo Bugaro (FI), Vicepresidente del Consiglio regionale

Molise
- Francesco Totaro (PD), consigliere regionale
- Domenico Di Nunzio (PD), consigliere regionale
- Angelo Michele Iorio (FI), consigliere regionale

Piemonte
- Sergio Chiamparino (PD), Presidente della giunta regionale
- Mauro Laus (PD), Presidente del consiglio regionale
- Gilberto Pichetto Fratin (FI), consigliere regionale

Puglia
- Nichi Vendola (SEL), Presidente della giunta regionale
- Pino Romano (PD),  Consigliere regionale
- Roberto Ruocco (FI), Consigliere regionale

Sardegna
- Francesco Pigliaru (PD), Presidente della giunta regionale
- Gianfranco Ganau (PD), Presidente del Consiglio regionale
- Pietro Pittalis (FI), consigliere regionale

Sicilia
- Rosario Crocetta (IM), Presidente della giunta regionale
- Giovanni Ardizzone (UdC), Presidente dell'Assemblea Regionale
- Marco Falcone (FI), consigliere regionale

Toscana
- Enrico Rossi (PD), Presidente della giunta regionale
- Lucia De Robertis (PD), consigliere regionale
- Stefania Fuscagni (FI), consigliere regionale

Trentino-Alto Adige
- Chiara Avanzo (Partito Autonomista T.T.), Presidente del Consiglio regionale
- Thomas Widmann (SVP), Vicepresidente del Consiglio regionale
- Alessandro Urzì (L'Alto Adige nel cuore), consigliere regionale

Umbria
- Catiuscia Marini (PD), Presidente della giunta regionale
- Eros Brega (PD), Presidente del Consiglio regionale
- Giovanni Andrea Lignani Marchesani (FdI), Vice Presidente Consiglio Regionale

Valle d'Aosta
- Augusto Rollandin (UV), Presidente della giunta regionale

Veneto
- Luca Zaia (LN), Presidente della giunta regionale
- Clodovaldo Ruffato (FI), Presidente del Consiglio regionale
- Lucio Tiozzo (PD), consigliere regionale

## Elezione

### Preferenze per Sergio Mattarella
| Scrutinio | Voti | Percentuale |
| --------- | ---- | ----------- |
| I         | 5    | 0,5%        |
| II        | 4    | 0,4%        |
| III       | 4    | 0,4%        |
| IV        | 665  | 65,9%       |

### 29 gennaio 2015

#### I scrutinio
Per l'elezione è richiesta una maggioranza dei due terzi dei 1009 membri dell'Assemblea.
| Dati votazione | Dati votazione           |     | Nome                  | Nome | Voti |
| -------------- | ------------------------ | --- | --------------------- | ---- | ---- |
| Presenti       | 975                      |     | Ferdinando Imposimato | 120  |      |
| Votanti        | 975                      |     | Vittorio Feltri       | 49   |      |
| Astenuti       | 0                        |     | Luciana Castellina    | 37   |      |
| Maggioranza    | 673                      |     | Emma Bonino           | 25   |      |
|                |                          |     | Stefano Rodotà        | 23   |      |
|                | Gabriele Albertini       | 14  |                       |      |      |
|                | Claudio Sabelli Fioretti | 11  |                       |      |      |
|                | Romano Prodi             | 9   |                       |      |      |
|                | Mauro Morelli            | 9   |                       |      |      |
|                | Massimo Caleo            | 8   |                       |      |      |
|                | Marcello Gualdani        | 6   |                       |      |      |
|                | Pier Luigi Bersani       | 5   |                       |      |      |
|                | Sergio Mattarella        | 5   |                       |      |      |
|                | Lucio Barani             | 4   |                       |      |      |
|                | Giuseppe Scognamiglio    | 4   |                       |      |      |
|                | Agostino Marianetti      | 3   |                       |      |      |
|                | Antonio Martino          | 3   |                       |      |      |
|                | Ricardo Antonio Merlo    | 3   |                       |      |      |
|                | Ignazio Messina          | 3   |                       |      |      |
|                | Paolo Mieli              | 3   |                       |      |      |
|                | Giuseppe Pagano          | 3   |                       |      |      |
|                | Antonello Zitelli        | 3   |                       |      |      |
|                | Dario Ballini D'Amato    | 2   |                       |      |      |
|                | Anna Finocchiaro         | 2   |                       |      |      |
|                | Ezio Greggio             | 2   |                       |      |      |
|                | Voti dispersi            | 48  |                       |      |      |
|                | Schede bianche           | 538 |                       |      |      |
|                | Schede nulle             | 33  |                       |      |      |

Poiché nessun candidato ha raggiunto il quorum richiesto, si procede ad un secondo scrutinio.
Tra i voti dispersi: Franco Barbato, Massimo Bray, Gian Carlo Caselli, Stefania Craxi, Sabrina Ferilli, Giuliano Ferrara, Arnaldo Forlani, Gianni Letta, Giancarlo Magalli, Luca Mangoni, Ermanno Olmi, Alberto Perino, Raffaele Ranucci, Antonio Razzi, Gigi Riva, Paolo Romani, Walter Veltroni, Denis Verdini, Santo Versace.

### 30 gennaio 2015

#### II scrutinio
Per l'elezione è richiesta una maggioranza dei due terzi dei 1009 membri dell'Assemblea.
| Dati votazione | Dati votazione           |     | Nome                  | Nome | Voti |
| -------------- | ------------------------ | --- | --------------------- | ---- | ---- |
| Presenti       | 953                      |     | Ferdinando Imposimato | 123  |      |
| Votanti        | 953                      |     | Vittorio Feltri       | 51   |      |
| Astenuti       | 0                        |     | Luciana Castellina    | 34   |      |
| Maggioranza    | 673                      |     | Emma Bonino           | 23   |      |
|                |                          |     | Stefano Rodotà        | 22   |      |
|                | Claudio Sabelli Fioretti | 14  |                       |      |      |
|                | Marcello Gualdani        | 10  |                       |      |      |
|                | Giuseppe Pagano          | 7   |                       |      |      |
|                | Santo Versace            | 6   |                       |      |      |
|                | Romano Prodi             | 5   |                       |      |      |
|                | Paola Severino           | 5   |                       |      |      |
|                | Sergio Mattarella        | 4   |                       |      |      |
|                | Antonio Razzi            | 4   |                       |      |      |
|                | Gian Carlo Sangalli      | 4   |                       |      |      |
|                | Ezio Greggio             | 3   |                       |      |      |
|                | Mauro Guerra             | 3   |                       |      |      |
|                | Ignazio Messina          | 3   |                       |      |      |
|                | Lucio Barani             | 2   |                       |      |      |
|                | Pier Luigi Bersani       | 2   |                       |      |      |
|                | Luciano Cimmino          | 2   |                       |      |      |
|                | Anna Finocchiaro         | 2   |                       |      |      |
|                | Franco Frattini          | 2   |                       |      |      |
|                | Agostino Marianetti      | 2   |                       |      |      |
|                | Giuseppe Scognamiglio    | 2   |                       |      |      |
|                | Voti dispersi            | 61  |                       |      |      |
|                | Schede bianche           | 531 |                       |      |      |
|                | Schede nulle             | 26  |                       |      |      |

Poiché nessun candidato ha raggiunto il quorum richiesto, si procede ad un terzo scrutinio.
Tra i voti dispersi: Sergio Cofferati, Stefania Craxi, Massimo D'Alema, Barbara D'Urso, Sabrina Ferilli, Giuliano Ferrara, Enzo Iacchetti, Maria Carmela Lanzetta, Giovanni Malagò, Luigi Manconi, Antonio Martino, Alfredo Messina, Roberta Oliaro, Arturo Parisi, Renato Schifani.

#### III scrutinio
Per l'elezione è richiesta una maggioranza dei due terzi dei 1009 membri dell'Assemblea.
| Dati votazione | Dati votazione           |     | Nome                  | Nome | Voti |
| -------------- | ------------------------ | --- | --------------------- | ---- | ---- |
| Presenti       | 969                      |     | Ferdinando Imposimato | 126  |      |
| Votanti        | 969                      |     | Vittorio Feltri       | 56   |      |
| Astenuti       | 0                        |     | Luciana Castellina    | 33   |      |
| Maggioranza    | 673                      |     | Emma Bonino           | 23   |      |
|                |                          |     | Stefano Rodotà        | 22   |      |
|                | Lucio Barani             | 21  |                       |      |      |
|                | Giuseppe Pagano          | 11  |                       |      |      |
|                | Claudio Sabelli Fioretti | 8   |                       |      |      |
|                | Marcello Gualdani        | 7   |                       |      |      |
|                | Mauro Guerra             | 5   |                       |      |      |
|                | Francesco Guccini        | 4   |                       |      |      |
|                | Luigi Manconi            | 4   |                       |      |      |
|                | Sergio Mattarella        | 4   |                       |      |      |
|                | Giovanni Malagò          | 3   |                       |      |      |
|                | Ignazio Messina          | 3   |                       |      |      |
|                | Antonio Palmieri         | 3   |                       |      |      |
|                | Angelo Perrino           | 3   |                       |      |      |
|                | Romano Prodi             | 3   |                       |      |      |
|                | Ernesto Abaterusso       | 2   |                       |      |      |
|                | Pier Ferdinando Casini   | 2   |                       |      |      |
|                | Michele Emiliano         | 2   |                       |      |      |
|                | Franco Frattini          | 2   |                       |      |      |
|                | Ezio Greggio             | 2   |                       |      |      |
|                | Luigi Marino             | 2   |                       |      |      |
|                | Vincenzo Olita           | 2   |                       |      |      |
|                | Antonio Razzi            | 2   |                       |      |      |
|                | Pasquale Sollo           | 2   |                       |      |      |
|                | Andrea Vecchio           | 2   |                       |      |      |
|                | Voti dispersi            | 70  |                       |      |      |
|                | Schede bianche           | 513 |                       |      |      |
|                | Schede nulle             | 27  |                       |      |      |

Poiché nessun candidato ha raggiunto il quorum richiesto, si procede ad un quarto scrutinio.
Tra i voti dispersi: Fulvio Abbate, Franco Bechis, Pier Luigi Bersani, Roberto Bettega, Ilaria Borletti Buitoni, Raffaele Cantone, Luigi Ciotti, Fernanda Contri, Sabrina Ferilli, Maria Pia Garavaglia, Maria Carmela Lanzetta, Antonio Martino, Luigi Ramponi, Paolo Romani, Giuseppe Scognamiglio, Mario Segni, Paola Severino, Santo Versace, Luigi Zanda.

### 31 gennaio 2015

#### IV scrutinio
Per l'elezione è richiesta una maggioranza assoluta dei 1009 membri dell'Assemblea.
| Dati votazione | Dati votazione     |     | Nome                  | Nome | Voti |
| -------------- | ------------------ | --- | --------------------- | ---- | ---- |
| Presenti       | 995                |     | Sergio Mattarella     | 665  |      |
| Votanti        | 995                |     | Ferdinando Imposimato | 127  |      |
| Astenuti       | 0                  |     | Vittorio Feltri       | 46   |      |
| Maggioranza    | 505                |     | Stefano Rodotà        | 17   |      |
|                |                    |     | Emma Bonino           | 2    |      |
|                | Antonio Martino    | 2   |                       |      |      |
|                | Giorgio Napolitano | 2   |                       |      |      |
|                | Romano Prodi       | 2   |                       |      |      |
|                | Voti dispersi      | 14  |                       |      |      |
|                | Schede bianche     | 105 |                       |      |      |
|                | Schede nulle       | 13  |                       |      |      |

Risulta eletto: Sergio Mattarella (1º mandato).
Tra i voti dispersi: Giuliano Amato, Lino Banfi, Pier Luigi Bersani, Pier Ferdinando Casini, Luciana Castellina, Luigi Compagna, Massimo D'Alema, Roby Facchinetti, Claudio Sabelli Fioretti, Antonio Razzi, Maurizio Sacconi, Luigi Ramponi, Walter Veltroni e Denis Verdini.